# 제프 고든

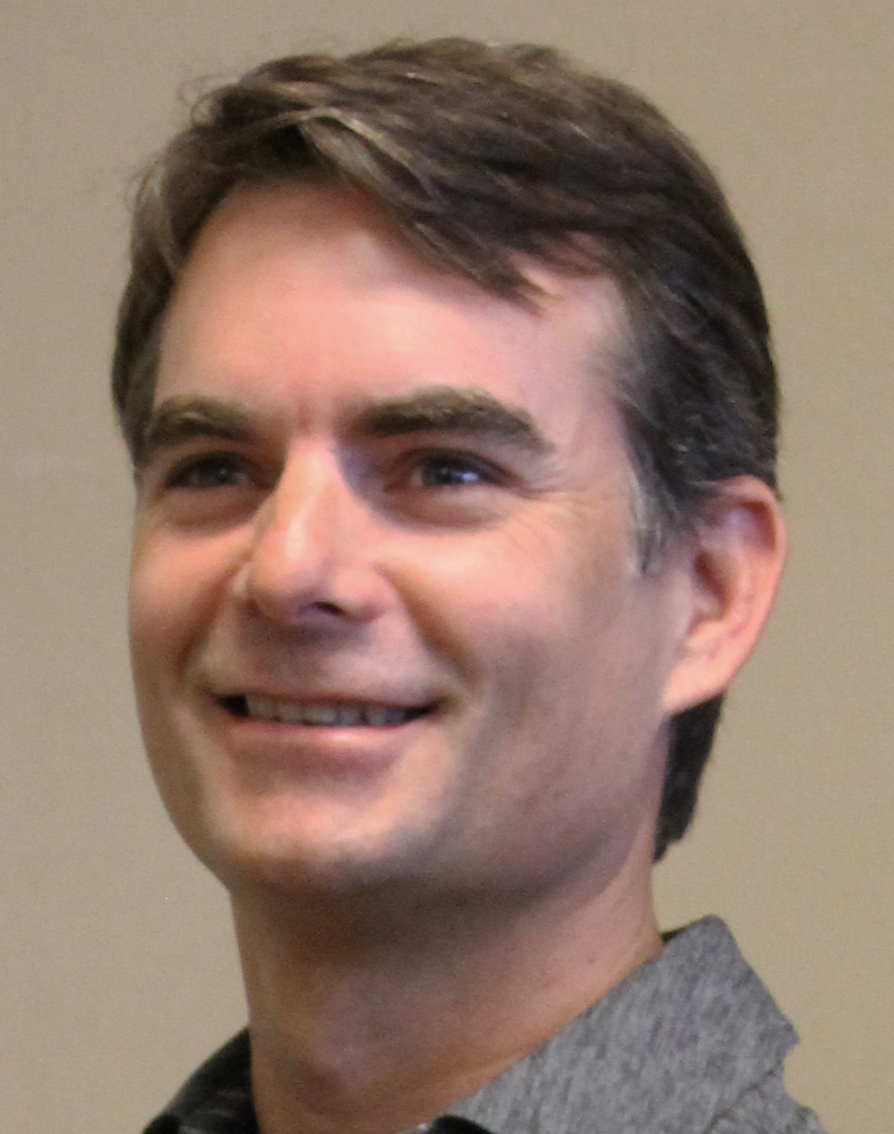
제프 고든

제프 고든(Jeff Gordon, 1971년 8월 4일 ~ )는의 NASCAR 드라이버이다. 4회 연간 챔피언으로, 역대 3위이고 현역 최다인 93승을 하였다.